# 공화국을 위한 연합-체코슬로바키아 공화당
공화국을 위한 연합-체코슬로바키아 공화당(체코어: Sdružení pro republiku – Republikánská strana Československa)은 체코의 우익 정당이자 국민보수주의 정당으로, 1989년 설립되었다.